# Serguéi Grisháyev
Serguéi Eduárdovich Grisháyev, en ruso: Сергей Эдуардович Гришаев (nacido el 12 de noviembre de 1961 en Névelsk, Rusia) es un exjugador de baloncesto ruso. Consiguió una medalla en competiciones internacionales con la Unión Soviética.

## Trayectoria
- MBC Dinamo Moscú  (1980-1982)
- BC Spartak de San Petersburgo (1983-1988)
- Lokomotiv Novosibirsk (1998)
- Basket-Ball Club Résidence Walferdange (1999)
- Basketbolen klub Jambol (2001-2002)